# بيت الركن (كحلان عفار)

تعديل مصدري - تعديل

بيت الركن هي إحدى قرى عزلة بنى موهب بمديرية كحلان عفار التابعة لمحافظة حجة، بلغ تعداد سكانها 134 نسمة حسب تعداد اليمن لعام 2004.